# Borgo Villa

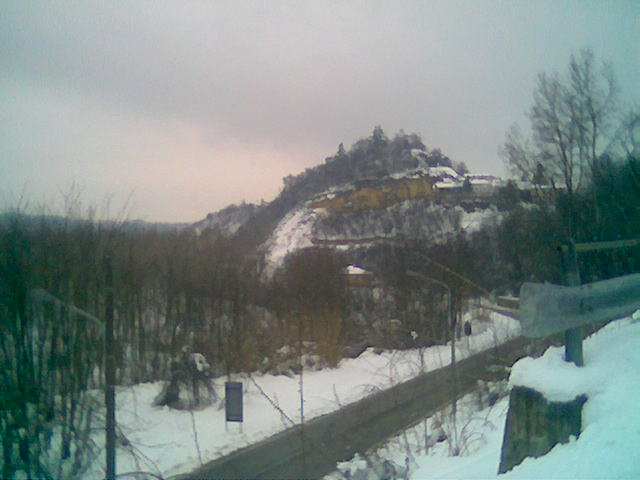
Veduta innevata arrivando verso Borgo Villa

Borgo Villa (La Vila in incisiano ]) è una frazione del comune di Incisa Scapaccino (AT) e centro storico del paese.
Caratteristiche le antiche mura che circondano la borgata e le case di origine medievale. Fino al 1876 fu sede del palazzo comunale.

## Storia
Il borgo, molto probabilmente di origini romane, ha le prime attestazioni nelle fonti scritte risalenti al Medioevo. Fino al Cinquecento rimase l'unico centro abitato del paese.

Fu capitale di un importante marchesato aleramico, il Marchesato di Incisa, sorto intorno al XII secolo e scomparso nel 1548.
Negli anni fu teatro di varie contese politiche per contendersi i territori della zona, soprattutto con il Marchesato del Monferrato, il quale conquistò Incisa nel luglio del 1514, che contribuì al tramonto definitivo del feudo. Infatti, gli incisa riuscirono in seguito a riprendersi i propri territori solo per un breve periodo di tempo, fino a quando Boarello II (ultimo erede del marchesato) rinunciò nel 1548 ai suoi diritti in cambio dei feudi di Camerana e di Gottasecca dopo una lunga lite davanti al senato di Milano con i Gonzaga, ormai divenuti, almeno nominalmente, marchesi del Monferrato. Durante l'assedio di Incisa le strutture fortificate subirono pesanti danni: il "Castrum", centro del castello e dimora della famiglia marchionale, venne completamente distrutto, come pure la piccola chiesa di San Michele.
Il borgo è considerato uno dei più belli dell'astigiano, per architettura, storia e cultura, ma ancora semi-sconosciuto. Per questo è nata nel 2007 la "Rievocazione storica Incisa 1514" (vedi sotto la sezione sulle manifestazioni), mentre dal 2008 vengono svolte le visite guidate, a cura del gruppo storico "Incisa 1514".

## Monumenti e luoghi d'interesse

### Edifici religiosi

#### Chiesa di San Giovanni Battista  (Santuario Virgo Fidelis)

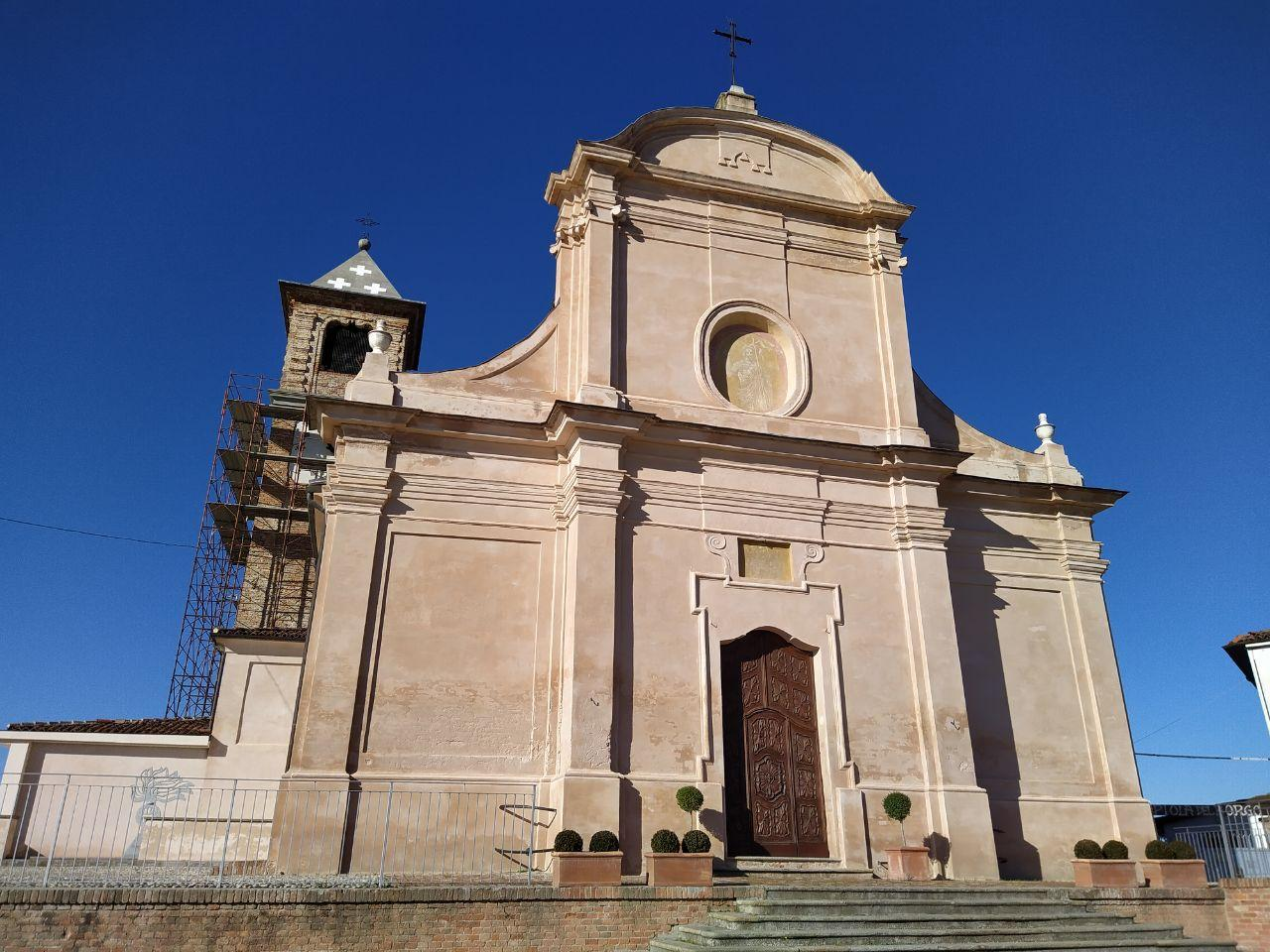
Chiesa di San Giovanni Battista (sec. XIII)

Il primo riferimento di questa chiesa è datato 1254. Nel 1514, durante il saccheggio d'Incisa e l'espugnazione della rocca, le artiglierie monferrine colpirono anche l'edificio sacro che fu abbattuto tutto, eccetto il campanile. La ricostruzione dopo il saccheggio avvenne solo dopo molti anni a causa della turbolenta situazione politica che coinvolse il marchesato di Incisa e l'area attorno. Gli incisiani, tuttavia, sembravano non dolersi della mancanza di una chiesa parrocchiale in quanto ormai abituati a frequentare la casa canonica ed il vicino oratorio dei Disciplinati dove i Divini Uffici si celebravano regolarmente. Al principio del XVIII secolo il fabbricato "minacciava di rovinare". La comunità ed il parroco, favoriti dal sopraggiungere di tempi più propizi, e sollecitati inoltre dall'incremento demografico, convenivano di ampliarlo. A lavori ultimati la chiesa misurava 31 metri in lunghezza e 16,50 in larghezza. Successivamente venne proseguita l'opera di rinnovamento e di arredo, il 25 settembre 1831 veniva benedetto ed inaugurato il nuovo pregevole fonte battesimale in marmo.
Di recente, sono stati ottenuti degli stanziamenti da parte del Ministero dei Beni Culturali, della Regione Piemonte e dal Comune che sono stati utilizzati per gli interventi più urgenti.
Dopo una fase di ristrutturazione, il 3 ottobre 2014 la chiesa è stata riaperta al culto, ed è stato inaugurato un altare dedicato alla Virgo Fidelis, patrona dei carabinieri, il primo in Italia, destinato a diventare punto di riferimento, un luogo di pellegrinaggio nazionale per i militari e tutti i devoti. Vi si tengono anche concerti, conferenze, incontri d’arte. Prezioso l’organo in essa conservato, restaurato di recente anche con l’intervento del Maestro Marcello Rota, la cui famiglia, fra l’altro, è tra le più antiche del borgo, nelle cui mura si apriva una “porta dei Rota”. Dalla Villa di Incisa proviene la famiglia del musicista Nino Rota, notissimo fra l’altro per le colonne sonore di vari film famosi.

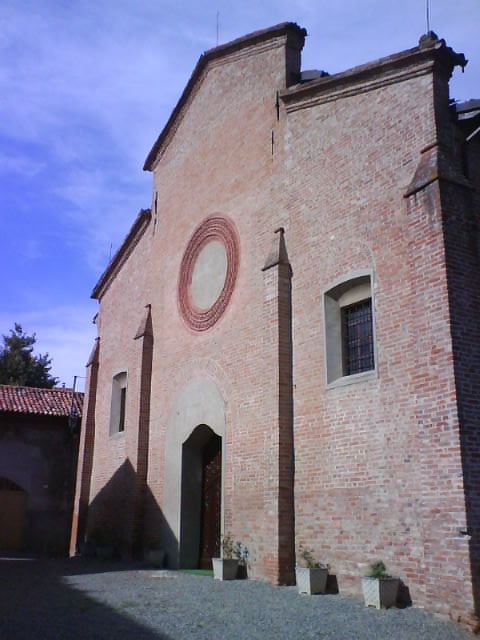
Chiesa del Carmine (sec. XIV)

#### Chiesa del Carmine

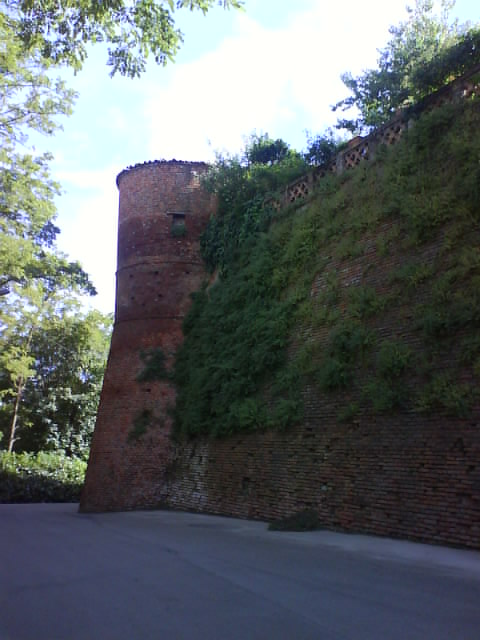
Mura del castello medievale (XI secolo)

Fu costruita probabilmente nel 1314, ma consacrata nel 1447 (alcune fonti indicano come anno di consacrazione il 1487). Prima ancora che fosse eretta la chiesa del Carmine, sullo stesso colle della Valcazara sorgeva un edificio sacro più antico che, incorporato tutto o in parte in quello quattrocentesco, ne costituisce oggi la prima campata della navata sinistra. Per secoli fu occupata dai frati Carmelitani.
I restauri eseguiti fra il 1964 e il 1975, hanno messo in luce nella parte del fabbricato corrispondente all'incontro della navata sinistra con l'ultima campata prima del presbiterio, elementi strutturali e figurativi riferibili all'età romanica: si tratta in particolare della volta a crociera e degli affreschi raffiguranti i quattro evangelisti distribuiti sugli spicchi della chiesa.

### Castelli

#### Castello medievale

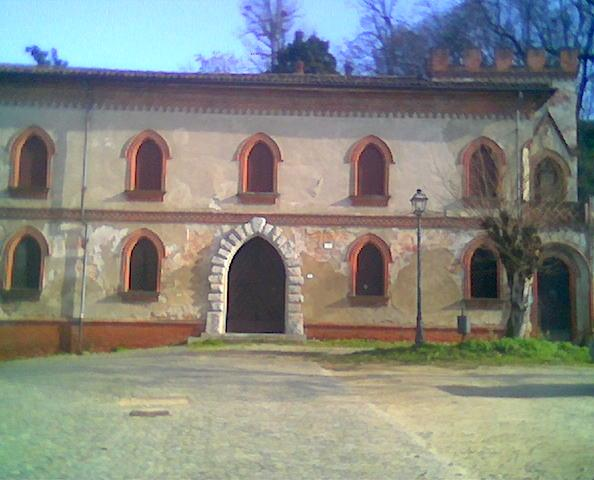
Castello nuovo (novecentesco)

Il castello d'Incisa è di origine piuttosto antica e fu sede dei marchesi di Incisa, i quali hanno avuto una parte di tutto rilievo nella storia della zona. Proprio per questo motivo, la fortificazione, nel corso dei secoli, fu al centro di numerosi episodi bellici.
Secondo alcune fonti, l'origine del castello di Incisa risale probabilmente all'XI secolo, anche se, notizie certe si hanno soltanto nel 1161, quando viene acquistato da Alberto di Bonifacio Del Vasto, che ne acquisì il titolo marchionale. Distrutto in parte nell'assedio del 1514, l'edificio è stato più volte restaurato.

#### Castello nuovo
Il "nuovo castello" è un palazzo novecentesco, in stile neogotico, con portale e doppia fila di finestre di particolare interesse. Al castello appartiene un grande parco al cui interno sono visibili tracce di un antico torrione. Di proprietà privata, il castello è visitabile previ accordi con la famiglia Soave Rota attuale proprietaria.

### Casa del comune
Secondo alcune fonti, l'edificio (che affaccia sull'attuale piazza Bezzi) fu antica e prima sede del Comune. Sono  individuabili - in base ai livelli e al tipo di muratura - le due grandi stanze sovrapposte provviste di camini che - secondo gli studi di Michele Pasqua (storico del Marchesato incisiano) - hanno accolto dal XV secolo al XIX la sede del Comune. Oggi dimora privata, ospita nei mesi estivi, una discreta raccolta d’arte piemontese novecentesca.

### Porta di Valcalzara

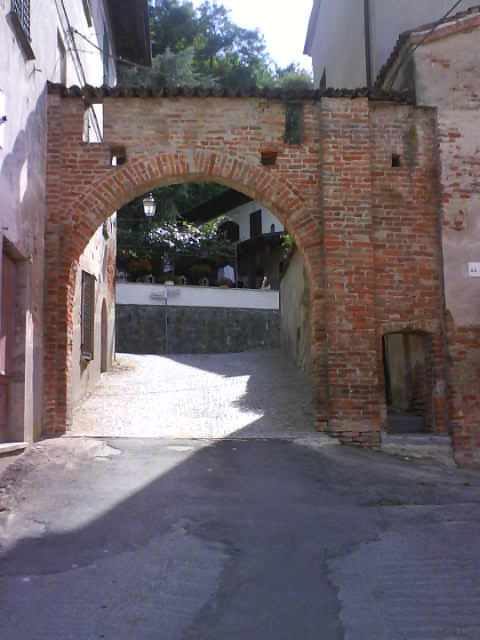
Porta di Valcalzara (sec. XV)

La Porta di Valcalzara è una porta medievale del XV secolo. Fu l'ultima porta in ordine di tempo ad essere aperta nel borgo, al fine di consentire una più agevole comunicazione con il Convento dei Carmelitani. Era dotata di ponte levatoio e di postierla, esempio di quelle porte di ridotte dimensioni che, per misura di sicurezza, consentivano il passaggio di una sola persona alla volta.
Le altre due porte che erano presenti anticamente erano la Porta di San Giovanni e la Porta dei Rota, andate ormai perdute.

## Manifestazioni
Durante il mese di luglio, per tre giorni il borgo si trasforma in un clima festoso e di allegria con "Borgo Villa in festa", nel quale vengono presentati balli, mostre, gastronomia locale e intrattenimenti. A inaugurare tutto la Rievocazione storica Incisa 1514 nel secondo sabato di luglio (che viene fatta dal 2007). Nella manifestazione si ricostruisce la conquista da parte di Guglielmo IX, marchese del Monferrato, sugli Incisa, avvenuta il 24 luglio 1514. Scene di vita medievale, accompagnate da antichi mestieri, intrattenimenti vari, gastronomia, sbandieratori, bancarelle, e dal corteo del marchese Oddone d'Incisa, precedono l'assedio al castello, con combattimenti tra i due fronti ed esplosioni di mine. Un primo assedio tenta di abbattere le difese incisiane, che reggono, ma sarà il secondo assedio a infrangerle. Quindi Oddone ed il figlio Badone vengono catturati e condannati a morte, mentre Guglielmo ha già conquistato il marchesato